# Achelia lagena
Achelia lagena is een zeespin uit de familie Ammotheidae. De soort behoort tot het geslacht Achelia. Achelia lagena werd in 1994 voor het eerst wetenschappelijk beschreven door Child. 